# Greenwich (Nueva Jersey)
Greenwich es un lugar designado por el censo ubicado en el condado de Cumberland en el estado estadounidense de Nueva Jersey. En el año 2010 tenía una población de 2,755 habitantes.

## Geografía
Greenwich se encuentra ubicado en las coordenadas 39°23′23.19″N 75°20′18.86″O / 39.3897750, -75.3385722.